# Pietro Bertolini

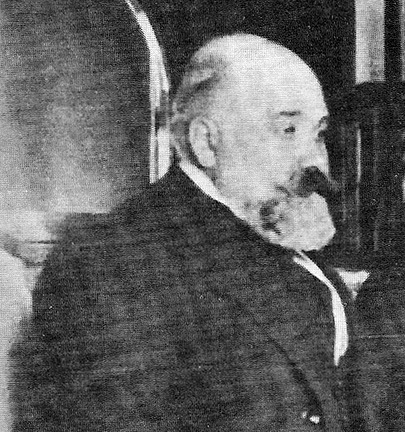
Pietro Bertolini

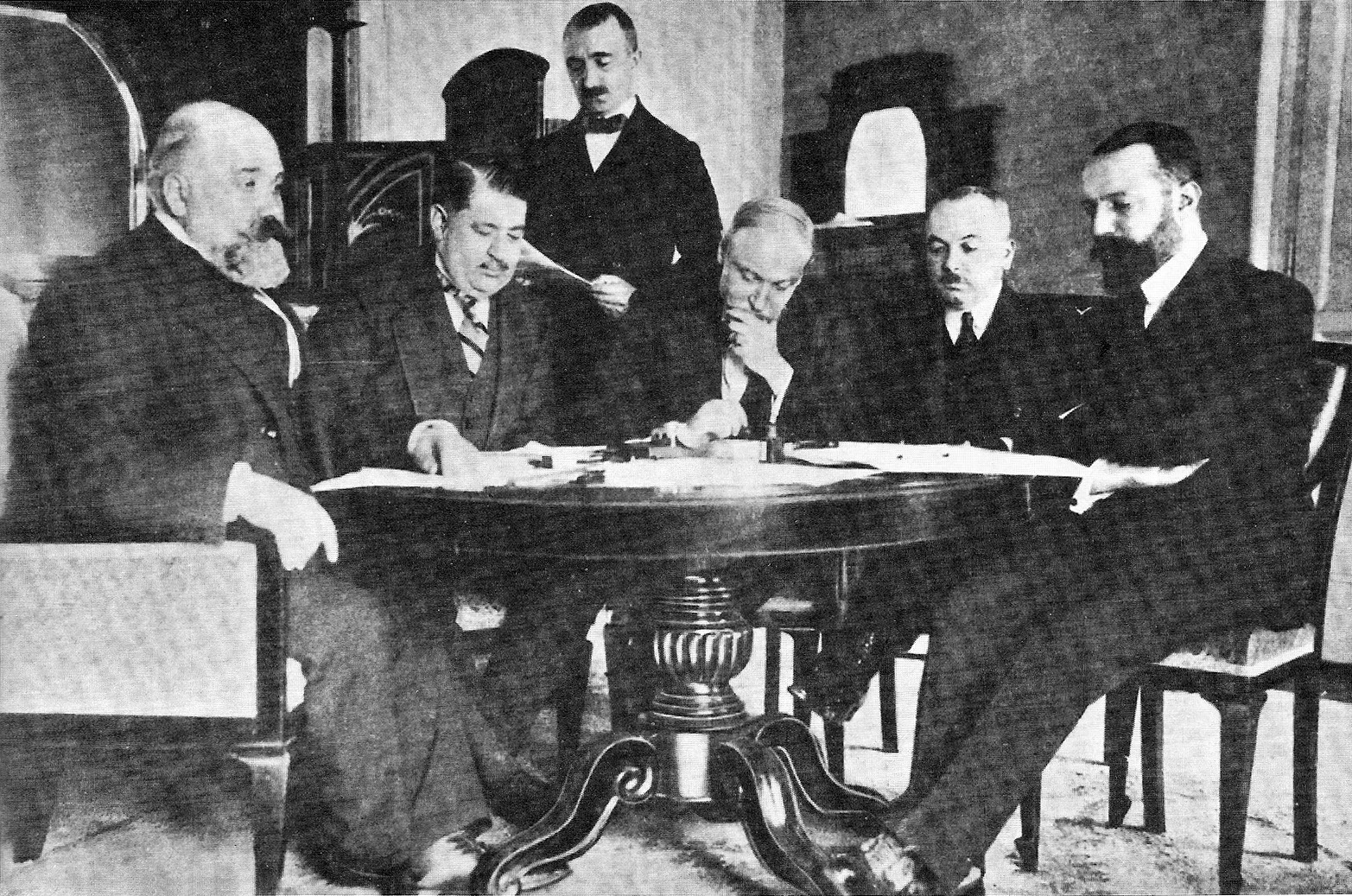
Pietro Bertolini (links) und Giuseppe Volpi (rechts) bei den Verhandlungen mit den osmanischen Vertretern in Lausanne, 1912

Pietro Bertolini (* 24. Juli 1859 in Montebelluna; † 28. November 1920 in Turin) war ein Politiker im Königreich Italien, der Mitglied der Abgeordnetenkammer (Camera dei deputati) sowie mehrmals Minister war.

## Leben
Pietro Bertolini wurde 1886 als Nachfolger von Clarimbaldo Cornuda Bürgermeister (Sindaco) der in der Provinz Treviso liegenden Stadt Montebelluna und behielt dieses Amt bis 1890, woraufhin Gio Batta Dall’Armi 1891 seine Nachfolge antrat. Am 10. Dezember 1890 wurde er erstmals Mitglied der Abgeordnetenkammer (Camera dei deputati) und gehörte dieser von der 17. bis zur 24. Legislaturperiode an, die am 29. September 1919 endete. Im Kabinett Crispi IV fungierte er zwischen dem 21. Juni 1894 und dem 10. März 1896 als Unterstaatssekretär im Finanzministerium (Sottosegretario: Ministero delle Finanze). Im Kabinett Pelloux II übernahm er am 14. Mai 1899 den Posten als Unterstaatssekretär im Innenministerium (Sottosegretario: Ministero dell'Interno) und hatte diesen bis zum 24. Juni 1900 inne. Später war er vom 4. April 1906 bis zum 9. November 1907 Mitglied des Aufsichtsausschusses für die Bibliothek der Abgeordnetenkammer (Commissione di vigilanza sulla biblioteca della Camera). Der Giunta generale del bilancio e dei conti amministrativi gehörte er vom 7. Dezember 1904 bis zum 9. November 1907 an. Wegen seiner Ernennung zum Minister schied er aus beiden parlamentarischen Gremien aus.
Im Anschluss wurde Bertolini am 9. November 1907 Minister für öffentliche Arbeiten (Ministro dei Lavori Pubblici) im Kabinett Giolitti III und behielt dieses Ministeramt bis zum 11. Dezember 1909. Er war vom 17. Februar 1910 bis zum 20. November 1912 abermals Mitglied des Aufsichtsausschusses für die Bibliothek der Abgeordnetenkammer und vom 13. Mai 1911 bis zum 20. November 1912 auch der Giunta generale del bilancio e dei conti amministrativi. Am 20. November 1912 übernahm er im Kabinett Giolitti IV das durch Königliches Dekret (Regio Decreto) Nr. 1205 vom 20. November 1912 neu geschaffene Amt des Ministers für die Kolonien (Ministro delle Colonie) und hatte dieses bis zum 21. März 1914 inne. Er gehörte zum sogenannten Gruppo veneziano, einer Gruppe von überwiegend venezianischen Finanziers, Industriellen und Politikern, die unter der Führung von Giuseppe Volpi und Vittorio Cini in erheblichem Ausmaß die Innen-, Wirtschafts-, Kolonial- und Außenpolitik Italiens zwischen etwa 1900 und 1945 beeinflusste. Als es wegen des Libyenkrieges 1912 zu Verhandlungen kommen sollte, wählte Ministerpräsident Giovanni Giolitti für die Konferenz von Ouchy Volpi und Pietro Bertolini. Gaetano Salvemini erkannte in Volpi den „principale deus ex machina“ der Verträge. Wie Giolitti trat auch er für eine Neutralität Italiens ein, um einen Eintritt in den Ersten Weltkrieg zu vermeiden.
1920 war Pietro Bertolini für einen Sitz im Senat (Senato del Regno) nominiert worden, verstarb aber vor seiner Vereidigung als Mitglied des Oberhauses des Parlaments.